# Volleyball-Club Leipzig
Il Volleyball-Club Leipzig è una società pallavolistica tedesca, con sede a Lipsia.

## Storia della società
Il club nacque nel 1962 dall'unione tra le squadre che facevano capo alle polisportive Deutsche Hochschule fur Korperkultur e SC Rotation Leipzig (quest'ultima aveva contribuito a dar vita alla squadra di calcio del Lokomotive Lipsia), che già negli anni cinquanta avevano già scritto rispettivamente quattro e due volte il loro nome dell'albo d'oro del campionato di pallavolo tedesco orientale.
La nuova società, lo Sport-Club Leipzig dominò in assoluto i campionati a cavallo tra gli anni sessanta. Tra il 1962 (anno dell'ultimo trionfo del Rotation Lipsia) e il 1976 vinse quattordici titoli nazionali consecutivi e nel 1964 vinse la Coppa dei Campioni, primo trionfo europeo di una squadra della Germania orientale. Vinse altri cinque titoli negli anni ottanta, prima della riunificazione della Germania.
Nel 2000 il club cambiò nome in Volleyball-Verein, mentre nel 2006, in seguito alla fusione con il Volleyball-Club di Markranstädt, adottò l'attuale nome. Milita in 1. Bundesliga.

## Palmarès
- Campionato tedesco dell'Est: 20

1961-62, 1962-63, 1963-64, 1964-65, 1965-66, 1966-67, 1967-68, 1968-69, 1969-70, 1970-71,
1971-72, 1972-73, 1973-74, 1974-75, 1975-76, 1981-82, 1982-83, 1984-85, 1986-87, 1988-89
- Coppa di Germania dell'Est: 4

1962-63, 1964-65, 1965-66, 1966-67
- Coppa dei Campioni: 1

1963-64